# كييل ألبين أبراهامسون
كييل ألبين أبراهامسون (بالسويدية: Kjell Albin Abrahamson)‏ (و. 1945 – 2016 م) هو صحفي، ومؤلف، ومراسل سويدي، ولد في إوسترسوند، توفي في غدينيا، عن عمر يناهز 71 عاماً، بسبب سكتة.